# NGC 3885
NGC 3885 je prečkasta spiralna galaktika u zviježđu Vodenoj zmiji. 

## Vanjske poveznice
- (eng.) SEDS: NGC 3885
- (eng.) Revidirani Novi opći katalog
- (eng.) Izvangalaktička baza podataka NASA-e i IPAC-a
- (eng.) Astronomska baza podataka SIMBAD
- (eng.) VizieR